# جنيه جيرنزي
 جنيه جيرزي  هو العملة الوطنية في جيرنزي جنبا إلى جنب مع الجنيه الاسترليني و قد اعتمد منذ عام 1921,وجيرنزي داخلة ضمن فضاء توحيد العملات مع المملكة المتحدة. وينقسم الجنيه الجيرنزي إلى 100 بنس.ولا يعد الجنيه الجيرنزي صالحل للتداول في المملكة المتحدة إلا عند التراضي.

## إحالات
1. ↑  "معلومات عن جنيه جيرنزي على موقع oanda.com". oanda.com. مؤرشف من الأصل في 2020-04-10.